# Tipula armatipennis
Tipula armatipennis är en tvåvingeart. Tipula armatipennis ingår i släktet Tipula och familjen storharkrankar.

## Underarter
Arten delas in i följande underarter:
- T. a. armatipennis
- T. a. napoensis